# Cristina Rus
Cristina Rus (n. 21 iunie 1981, Cluj-Napoca, România) este o cântăreață română de muzică dance/pop, cel mai cunoscută pentru colaborarea sa din trecut cu Andreea Bănică în trupa Blondy. A fost în top 5 Romanian MTV cu melodiile Viața mea și I don't see ya.
A mai făcut parte din trupa dance Sing Sing B.B.
În anul 2006, Cristina Rus a pozat complet goală în revista "High Life".
În 2009 s-a măritat cu Dragoș Bîlteanu, unul dintre cei mai bogați români, împreună cu care are doi copii: Dragoș și Cristina Maria.

## Filmografie
- Supraviețuitorul (2008)